# IC 2395
IC 2395 —  рассеянное звёздное скопление типа II3p в созвездии Паруса.
Этот объект содержится в оригинальной редакции индексного каталога.